# 빅바
빅바는 롯데제과에서 1980년대 중반에 만들었던 커다란 아이스바로, 현재는 단종되었다. 단종 시기는 불명이나, 오래 가지 못하고 1988년 직전에 단종된 것으로 추정된다. 이 아이스크림의 용량은 110cc였다.

## 맛
- 포도맛
- 파인맛 (파인애플맛)

## 광고와 인터넷 유행
- 1985년에 방영된 광고는 "사나이를 사나이답게"라고 내세웠으며 2011년에 디시인사이드 갤로거들에 의해 광고를 패러디한 작품이 유행한 적이 있다.